# Ronde van Frankrijk 2018/Derde etappe
De derde etappe van de Ronde van Frankrijk 2018 werd verreden op maandag 9 juli 2018. Het was een ploegentijdrit van 35,5 km rond Cholet.

## Parcours
Het parcours voerde over glooiend terrein ten westen van Cholet in het departement Maine-et-Loire. In Saint-André-de-la-Marche en La Séguinière waren tijdmetingen. De ploeg van titelverdediger Chris Froome pakte in deze tijdrit veel tijd op kanshebbers als de renners van Movistar (+ 50") en Vincenzo Nibali (+ 1'02").

## Uitslag
| Rituitslag Cholet - Cholet (35,5 km) |                           |        |
| Plaats                               | Ploeg                     | Tijd   |
| 1                                    | BMC Racing Team           | 38'46" |
| 2                                    | Team Sky                  | + 4"   |
| 3                                    | Quick-Step Floors         | + 7"   |
| 4                                    | Mitchelton-Scott          | + 9"   |
| 5                                    | Team Sunweb               | + 11"  |
| 6                                    | EF Education First-Drapac | + 35"  |
| 7                                    | BORA-hansgrohe            | + 50"  |
| 8                                    | Astana Pro Team           | + 51"  |
| 9                                    | Team Katjoesja Alpecin    | + 53"  |
| 10                                   | Movistar Team             | + 56"  |

| Algemeen klassement |                      |                           |          |
| Plaats              | Naam                 | Ploeg                     | Tijd     |
| Gele trui           | Greg Van Avermaet    | BMC Racing Team           | 9u08'55" |
| 2                   | Tejay van Garderen   | BMC Racing Team           | z.t.     |
| 3                   | Geraint Thomas       | Team Sky                  | + 3"     |
| 4                   | Philippe Gilbert     | Quick-Step Floors         | + 5"     |
| 5                   | Bob Jungels          | Quick-Step Floors         | + 7"     |
| 6                   | Julian Alaphilippe   | Quick-Step Floors         | z.t.     |
| 7                   | Tom Dumoulin         | Team Sunweb               | + 11"    |
| 8                   | Søren Kragh Andersen | Team Sunweb               | z.t.     |
| 9                   | Michael Matthews     | Team Sunweb               | z.t.     |
| 10                  | Rigoberto Urán       | EF Education First-Drapac | + 35"    |

## Nevenklassementen
| Puntenklassement |                    |                   |        |
| Plaats           | Naam               | Ploeg             | Punten |
| Groene trui      | Peter Sagan        | BORA-hansgrohe    | 104    |
| 2                | Fernando Gaviria   | Quick-Step Floors | 78     |
| 3                | Alexander Kristoff | UAE Team Emirates | 53     |

| Bergklassement |                |                      |        |
| Plaats         | Naam           | Ploeg                | Punten |
| Bolletjestrui  | Dion Smith     | Wanty-Groupe Gobert  | 1      |
| 2              | Kévin Ledanois | Team Fortuneo-Samsic | 1      |
| 3              |                |                      |        |

| Jongerenklassement |                      |                 |          |
| Plaats             | Naam                 | Ploeg           | Tijd     |
| Witte trui         | Søren Kragh Andersen | Team Sunweb     | 9u09'06" |
| 2                  | Egan Bernal          | Team Sky        | + 1'08"  |
| 3                  | Magnus Cort          | Astana Pro Team | + 1'22"  |

| Ploegenklassement |                        |           |
| Plaats            | Ploeg                  | Tijd      |
|                   | Quick-Step Floors      | 28u05'59" |
| 2                 | Team Sunweb            | + 16"     |
| 3                 | BMC Racing Team        | + 23"     |
| 4                 | Team Sky               | + 1'54"   |
| 5                 | Education First-Drapac | + 2'26"   |

## Opgaven
In etappe 3 waren er geen opgaven.
1e etappe ·
2e etappe ·
3e etappe ·
4e etappe ·
5e etappe ·
6e etappe ·
7e etappe ·
8e etappe ·
9e etappe ·
10e etappe ·
11e etappe ·
12e etappe ·
13e etappe ·
14e etappe ·
15e etappe ·
16e etappe ·
17e etappe ·
18e etappe ·
19e etappe ·
20e etappe ·
21e etappe
Startlijst · Eindstanden · Afbeeldingen